# MIT Whirlwind
MIT Whirlwind (Вихор) је био професионални рачунар дизајниран у MIT који је направљен у САД 1951. године.
Користио је електронске цијеви. RAM меморија рачунара је имала капацитет од 2K, 16-битних ријечи (Williams-Kilburn катодне цијеви на почетку, феритна меморија од 1953).

## Детаљни подаци
Детаљнији подаци о рачунару Whirlwind су дати у табели испод.
|                       |                                                                                            |
| [ 1 ]                 |                                                                                            |
| Произвођач            |                                                                                            |
| Тип                   | професионални рачунар                                                                      |
| Меморија              | 2K, 16-битне ријечи (Williams-Kilburn катодне цијеви на почетку, феритна меморија од 1953) |
| Поријекло             | Сједињене Америчке Државе                                                                  |
| Година                | 1951                                                                                       |
| Тастатура             | Flexowriter јединица за писање текста                                                      |
| Процесор              | електронске цијеви                                                                         |
| Фреквенција процесора | 20 KIPS на почетку, до 40 KIPS са феритном меморијом                                       |
| RAM                   | 2K, 16-битне ријечи (Williams-Kilburn катодне цијеви на почетку, феритна меморија од 1953) |
| ROM                   | Boot loader преко прекидача на панелу                                                      |
| Текст                 | нема                                                                                       |
| Графика               | 256 x 256                                                                                  |
| Боја                  | једна боја                                                                                 |
| Звук                  | да                                                                                         |
| Димензије             | два спрата / неколико тона                                                                 |
| Портови               |                                                                                            |
| Оперативни систем     |                                                                                            |